# Heiner Parra
Heiner Rodrigo Parra Bustamente (Sora, 9 oktober 1991) is een Colombiaans wielrenner die in 2022 reed voor Canel's Zerouno.

## Overwinningen
2010
1e etappe Ronde van Colombia, Beloften (ploegentijdrit)
2013
3e etappe Ronde van de Isard
Bergklassement Ronde van de Isard
2017
8e etappe Clásico RCN
2023
Bergklassement Ronde van de Gila

## Ploegen
- 2010 –  UNE-EPM
- 2011 –  EPM-UNE
- 2013 –  472-Colombia
- 2014 –  Caja Rural-Seguros RGA
- 2015 –  Caja Rural-Seguros RGA
- 2016 –  Boyacá Raza de Campeones
- 2018 –  GW Shimano
- 2019 –  GW Shimano
- 2021 –  Canel's Zerouno
- 2022 –  Canel's Zerouno

Aramendia · Arroyo · Barbero · Benito · Bilbao · Carthy · Ferrari · Fraile · Gonçalves · Grijalba · Lasca · Madrazo · Mas · Molina · Pardilla · Parra · Prades · Sáez · Txurruka · Vilela · Jiménez (stagiair) · Murphy (stagiair) · Rosón (stagiair)
Bothia · Chaparro · Cruz · Cubides · Diagama · Flórez · García · Gómez · Mancipe · Ochoa · Ortega · C.Parra · H.Parra · M.Rodríguez · W.Rodríguez · Romero
Cardona · Martínez · Osorio · Ospina · Parra · Pedraza · Ramírez · Rendón · Reyes · Serpa · Talero · Tamayo